# Phintella incerta
Phintella incerta är en spindelart som beskrevs av Wesolowska, Russel-Smith 2000. Phintella incerta ingår i släktet Phintella och familjen hoppspindlar. Inga underarter finns listade i Catalogue of Life.